# Carposina pusilla
Carposina pusilla là một loài bướm đêm thuộc họ Carposinidae. Nó là loài đặc hữu của Oahu.
Sải cánh dài 6.5-7.5 mm.